# Prioria
Prioria là một chi thực vật có hoa trong họ Đậu.